# Морозов, Фотий Яковлевич
Фотий Яковлевич Морозов (1919—1984) — лётчик-ас, полковник Советской Армии, участник Великой Отечественной войны, Герой Советского Союза (1943).

## Биография
Фотий Морозов родился 27 декабря 1919 года в деревне Сухая Орча (ныне — Ржевский район Тверской области). С 1925 года вместе с семьёй проживал в Москве, где окончил восемь классов школы и школу фабрично-заводского ученичества, после чего работал слесарем-сборщиком на заводе. Параллельно с работой занимался в аэроклубе. В 1938 году Морозов был призван на службу в Рабоче-крестьянскую Красную Армию. В 1940 году он окончил Борисоглебскую военную авиационную школу пилотов. С июня 1941 года — на фронтах Великой Отечественной войны.
К июлю 1943 года гвардии старший лейтенант Фотий Морозов был заместителем командира эскадрильи 31-го гвардейского истребительного авиаполка 6-й гвардейской истребительной авиадивизии 8-й воздушной армии Южного фронта. К тому времени он совершил 432 боевых вылета, принял участие в 52 воздушных боях, сбив 9 вражеских самолётов лично и ещё 5 — в составе группы.
Указом Президиума Верховного Совета СССР от 28 сентября 1943 года за «образцовое выполнение боевых заданий командования на фронте борьбы с немецкими захватчиками и проявленные при этом отвагу и геройство» гвардии старший лейтенант Фотий Морозов был удостоен высокого звания Героя Советского Союза с вручением ордена Ленина и медали «Золотая Звезда» за номером 1139.
В боях семь раз был ранен, за время войны выполнил 857 боевых вылетов, провёл около 100 воздушных боёв, лично сбил 16 и в группе 5 вражеских самолётов. В ноябре 1944 года был разжалован в рядовые за совершение уголовного преступления, однако впоследствии был восстановлен в звании. После окончания войны продолжил службу в Советской Армии. В 1965 году в звании полковника Морозов был уволен в запас. Проживал и работал в Ленинграде. Скончался 8 января 1984 года, похоронен на кладбище Памяти жертв 9-го января в Санкт-Петербурге.
Был награждён двумя орденами Ленина, двумя орденами Красного Знамени, орденом Красной Звезды и рядом медалей.